# Rugby à XV au Vanuatu
Le rugby à XV au Vanuatu, anciennement connu sous le nom de Nouvelle-Hébrides, est un sport populaire. Vanuatu est un pays appartenant au 3e tier du rugby mondial d'après le Classement World Rugby des équipes nationales. Ils ont commencé à jouer au rugby international en 1966 et ne se sont jamais qualifiés pour la Coupe du monde de rugby. 
Malgré sa taille et le manque d’infrastructures de clubs, il y a 2143 joueurs inscrits de rugby à XV et quinze clubs. 
L’équipe nationale se classe au 91e rang mondial (en juin 2009)  et a joué en tout 17 matches. 

## Fédération
L'instance dirigeante est la Fédération vanuatuanaise  basée à Port Vila,. 
Cependant, des influences politiques ont vu le corps national s'effondrer sous des allégations de corruption de la part du pouvoir et de ses dirigeants. Cela a conduit à des reports de matches jusqu'à récemment, lorsque des parties extérieures ont dû intervenir.[réf. nécessaire]

## Histoire
Le rugby à XV est arrivée à Vanuatu via les Français et les Britanniques, ainsi que par des contacts avec les îles voisines. Avant l’indépendance en 1980, les Nouvelles-Hébrides constituaient une forme unique de territoire colonial dans laquelle deux grandes puissances - la Grande-Bretagne et la France - se partageaient la souveraineté au lieu d’être exercées par une seule. Le condominium a divisé les Nouvelles-Hébrides en deux communautés distinctes: une anglophone et une francophone. Ce fossé persiste même après l’indépendance, les écoles enseignant soit dans une langue soit dans l’autre, soit entre différents partis politiques. 
Les équipes du Vanuatu ont une certaine rivalité avec les Îles Salomon, bien qu’elles n’aient remporté qu'une rencontre sur cinq. 